# Кнуд V (король Данії)
Кнуд V Магнуссен (1129 — 9 серпня 1157) — король Данії у 1146–1157 роках, боровся за владу зі Свеном III.

## Життєпис
Походив з династії Естрідсенів. Син Магнуса I, короля Швеції. Був також онуком Нільса I, короля Данії.
Після загибелі батька у 1134 році деякий час знаходився у Швеції. Згодом повернувся до Данії. Після раптового зречення від трону короля Еріка III магнати Ютландії обирають Кнуда своїм королем, проте тоді ж магнати Зеландії обрали королем Свена Еріксона. На бік Кнуда перейшов Ескіль, архієпископ Лундський.
Боротьба на деякий час припинилась 1147 року, коли обидва королі здійснили похід проти венедів (див. Хрестовий похід проти слов'ян). Після успішного завершення походу військові дії між Кнудом та Свеном поновилися. Останнього у 1148 році підтримав Вальдемар Кнудсон. У 1150 році Кнуд V втік до Німеччини, звідки повернувся у 1151 році, проте зазнав поразки при Гедбеці.
У 1152 року знову втік до Німеччини. Імператор Фрідрих I відмовив Кнуду V у підтримці. Тому під тиском рейхстагу у Мерзембурзі зрікся трону.
У 1154 році при підтримці герцога Вальдемара та шведського війська Кнуд повернувся до Данії й зумів зайняти значні землі. Тоді ж у Виборзі їх коронували володарями Данії. Зрештою у 1157 році було укладено угоду про розподіл держави. При цьому Кнуд V отримав Зеландію (Вальдемар — Ютландію, Свен III — Сконе).
9 серпня 1157 року під час святкування укладання мирної угоду за наказом Свена III на братів Кнуда та Вальдемара було скоєно замах, під час якого Кнуда V було вбито.

## Родина
Дружина — Гелен, донька Сверкера I, короля Швеції
Діти: не було
Діти від коханок:
- Бригіта, дружина Бернхарда, графа Анхальта
- Гільдегарда (1135—д/н), дружина Яримара I, графа Рюгена
- Нільс (1150—1180), чернець, святий
- Вальдемар (1158—1236), єпископ Шлезвігу та арїіпископ Бремена.
- Інгрід, дружина Казимира II, герцога Померанії